# Philippe Sollers
Philippe Sollers (n. 28 noiembrie 1936, Talence, Aquitaine, Franța – d. 5 mai 2023, Paris, Métropole du Grand Paris, Franța) a fost un scriitor francez, asociat cu mișcarea artistică a postmodernismului. 

## Biografie
Sollers a publicat în anul 1959 Une curieuse solitude (O singurătate ciudată). Acest bildungsroman clasic a fost primit cu entuziasm de scriitorul catolic  François Mauriac, dar, de asemenea, și de colegul său comunist Louis Aragon. Între 1960 și 1982, Sollers s-a dedicat experimentelor lingvistice și politice. El a sprijinit temporar maoismul.
În anul 1983 a revenit cu Femmes, un bestseller surprinzător, cu care a revenit din nou la un stil narativ mai convențional. Apoi, el a  susținut pe Papă și participă la campaniile împotriva ingineriei genetice. Simplificat, Sollers ar putea fi numit un precursor al lui Michel Houellebecq.
A fost fondatorul revistei și colecției Tel Quel.

## Distincții
- 2008: Prix Saint-Simon

## Publicații
- Une curieuse solitude. 1958
- Le Parc. 1961
- Drame. 1965
- Portrait du joueur. 1984
- Rodin. Dessins érotiques. 1987 (împreună cu Alain Kirili)
- Le cavalier du Louvre. 1995
- Casanova l’admirable. 1998

## Traduceri în limba română
- Războiul gustului., Editura Polirom, 2002, ISBN 973-683-935-4
- Portretul Jucătorului, Editura Paralela 45, 2003, ISBN 973-697-022-1
- Steaua amanților., Editura Rao Books, 2005, ISBN 9735766302

## Literatură
- Roland Barthes: Sollers écrivain. Paris 1979, ISBN 2-02-005187-7
- Jacques Derrida: Dissemination. Passagen Verlag, Wien 1995, ISBN 3-85165-152-9, S. 323ff.

## Legături externe
- de Philippe Sollers în Catalogul Bibliotecii Naționale a Germaniei (Informații despre Philippe Sollers • PICA • Căutare pe site-ul Apper)
- Website, Philippe Sollers

  Materiale media legate de Philippe Sollers la Wikimedia Commons